# 紺野真太郎
紺野 真太郎（こんの しんたろう、1973年9月17日 - ）は、競技麻雀のプロ雀士。静岡県出身。
日本プロ麻雀連盟所属。団体内の段位は七段。

## 獲得タイトル
- 新人王戦（第15期）[1]
- 小島武夫杯帝王戦（第3期）